# Kemak (lud)
Kemak, także Ema – grupa etniczna z wyspy Timor, podzielonej na Timor Wschodni i indonezyjski Timor Zachodni. Obszar grupy etnicznej Kemak obejmuje kabupaten Belu w Timorze Zachodnim (kecamatany Tasifeto Barat i Tasifeto Timur) oraz rejon miasta Maliana w Timorze Wschodnim. Ich populacja wynosi 110 tys. osób.
Częściowo wyznają katolicyzm; często zachowują wierzenia tradycyjne. Posługują się własnym językiem kemak z wielkiej rodziny austronezyjskiej. W użyciu jest również język tetum, który stanowi środek komunikacji międzyetnicznej.
Zajmują się ręczną uprawą roli (m.in. kukurydza, ryż, ignam, taro, palma kokosowa, areka), a także hodowlą zwierząt i łowiectwem. Uprawiają tkactwo i plecionkarstwo.
Małżeństwo ma charakter neolokalny.